# 300-я стрелковая дивизия (1-го формирования)
300-я стрелковая дивизия (1-го формирования) — воинское соединение Вооружённых Сил СССР в Великой Отечественной войне. Период боевых действий: с 12 августа 1941 года по 16 апреля 1943 года.

## История
Сформирована в июле 1941 года в городе Краснограде Харьковской области как 300-я стрелковая дивизия. На укомплектование дивизии был привлечён личный состав призванный в армию из запаса по плану мобилизации. На укомплектование командных и партийно-политических должностей всех звеньев прибывали командиры и политработники кадра из других частей, а также выпускники военных училищ. Военные училища произвели ускоренный выпуск всего личного состава. Одним из них было Харьковское окружное военно-политическое училище. Первым командиром дивизии был полковник П. И. Кузнецов.
Боевое крещение дивизия получила летом 1941 года на Юго-Западном фронте, вступив в бой 10 августа на левом берегу Днепра. Вела напряжённые бои на днепровском рубеже и под Полтавой, не раз попадала в окружение и прорывалась из них.
В соответствии с приказом Ставки Верховного Главнокомандующего в августе 1941 года дивизия была переброшена на переформирования в Башкирскую АССР в города Туймазы, Буздяк, Кандры.
На 20 сентября 1941 года находилась в составе 38-й армии на харьковском направлении примерно в 120 км западнее Харькова.
На намеченном к форсированию участке оборонялась дивизия. Соединение занимало фронт протяжённостью 54 км.
Непосредственно против немецких войск на кременчугском плацдарме на 2 сентября оборонялись войска 300-й стрелковой и 37-й кавалерийской дивизии 38-й армии и переданные в армию Н. В. Фекленко из подчинения командования направления 5-й кавалерийский корпус (3-я, 15-я, 34-я кавалерийские дивизии) и части 47-й танковой дивизии.
К началу октября 1941 года дивизия в результате тяжёлых оборонительных боев понесла большие потери. 
300-я стрелковая дивизия отходила с боями вдоль Полтавского шоссе на Коломак, Валки, Люботин, обороняясь на наиболее выгодных рубежах. Особенно ожесточённый бой произошёл на западной окраине Люботина — последнем рубеже перед Харьковом. Дивизия заняла его, оторвавшись от противника и оседлала Полтавское шоссе. 18 октября на этом рубеже дивизия приняла бой.
300-я дивизия, имея в каждом батальоне не более 50—60 активных штыков, обороняла южную часть Харькова в районе посёлка Основы.
В этот день воины 300-й стрелковой дивизии отбили две сильные атаки фашистов из Безлюдовки в направлении восточной части города. 97-й немецкой пехотной дивизии не удалось прорваться в тыл советских обороняющихся войск. Атаки гитлеровцев были отбиты с большими для них потерями. Но и ряды воинов дивизии значительно поредели.
В ночь с 23 на 24 октября вражеская артиллерия усилила обстрел города,
25 октября 300-я стрелковая дивизия получила приказ командующего 38-й армии генерал-майора В. В. Цыганова оставить занимаемые позиции и начать отход на Старый Салтов.
Ожесточённые бои на Харьковском направлении и за город, в которых противник понёс большие потери в живой силе и технике, закончились к исходу 25 октября 1941 года.
1 сентября 1942 года в командование дивизии вступил полковник И. М. Афонин.
В 1942 году 300-я стрелковая дивизия вместе с 9-й гвардейской дивизией сражалась против немецко-фашистской группировки, прорывавшейся через Купянск к Дону. 28 июля 1942 года была выведена на переформирование, прибыла на станцию Кандры БАССР. В августе-сентябре доукомплектована выходцами из Башкирии.
4 октября 1942 года дивизию направили на Сталинградский фронт. Дивизия прибыла в район города Камышина, откуда своим ходом выдвинулась на оборону Сталинграда. Опять оказалась в окружении, но с честью вышла из него под своим Боевым Знаменем.

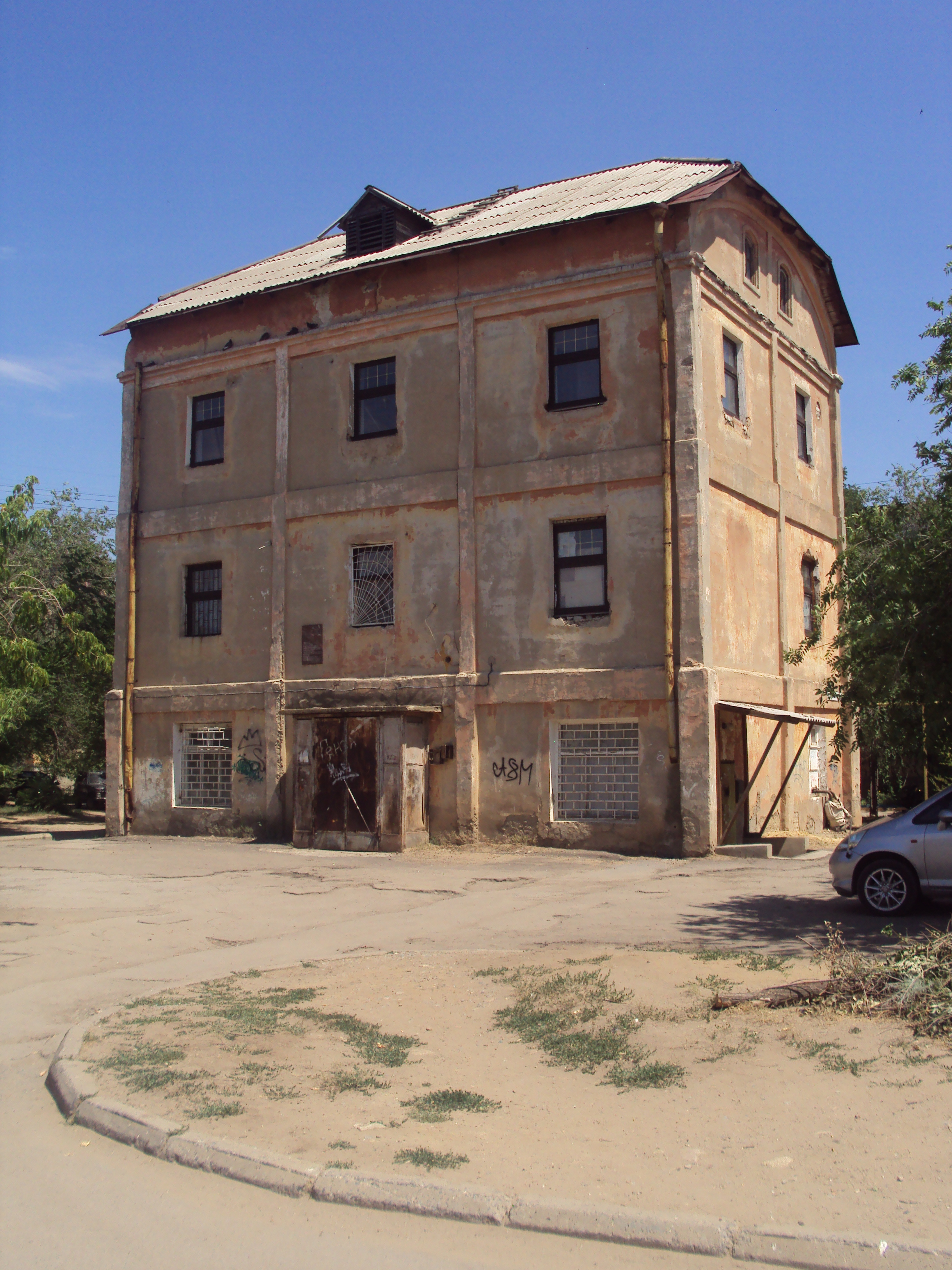
Здание паровой мельницы в селе Безродное (сейчас город Волжский), в котором находился наблюдательный пункт 300-й стрелковой дивизии.

Памятная доска в городе Волжском (здание паровой мельницы).

Части дивизии поддерживали связь со сталинградцами, помогали им огнём своих батарей. С целью воспрепятствовать переправе противника через Волгу, дивизия овладела островами Волги: Зайцевским, Спорным, Песчаным, Большой и малый Пеньковатые. С 19 декабря — огнём артиллерии и миномётов оказывали помощь в отражении контратаке немцев группе полковника Горохова в поселениях Рынок и Спартановка. С 19 декабря дивизия приняла основной удар танков Манштейна и пехоты на р. Мышкова под хуторами Нижне-Кумский, Черноморов, Шабаленский и воспрепятствовала их прорыву к Сталинграду. Дивизия освобождала Новочеркасск ст. Раздорская, Семикаракорская, Мелиховская.
12 марта 1943 года 300-я стрелковая дивизия, понесшая в зимних боях значительные потери, была выведена в резерв и сосредоточилась в районе Краснодона.
В апреле 1943 года за проявленные личным составом отвагу и героизм в боях за Сталинград 300-я стрелковая дивизия была преобразована в 87-ю гвардейскую стрелковую дивизию.

## Состав
- 1049-й стрелковый полк
- 1051-й стрелковый полк
- 1053-й стрелковый полк
- 822 артиллерийский полк;
- 336 отдельный истребительно-противотанковый дивизион;
- 416 отдельная зенитная батарея (581 отдельный зенитно-артиллерийский дивизион);
- 355 отдельная разведывательная рота;
- 591 отдельный сапёрный батальон;
- 756 отдельный батальон связи (282 отдельная рота связи);
- 340 отдельный медико-санитарный батальон;
- 389 отдельная рота химической защиты;
- 726 отдельная автотранспортная рота;
- 382 полевая хлебопекарня;
- 643 дивизионный ветеринарный лазарет;
- 972 полевая почтовая станция;
- 856 полевая касса Госбанка.

## Подчинение
- на 01.08.1941 г. - Харьковский ВО
- С  01.09.1941 г. по 1.6.1942 ЮЗФ - 38 А
- на 01.06.1942 г. - ЮЗФ - 28 А
- на 01.07.1942 г. - ЮЗФ - фронтовое подчинение
- на 01.08.1942 г. - Сталинградский фронт - 21 А
- на 01.09.1942 г. - резерв ставки ВГК - 4 резервная А
- на 01.10.1942 г. - резерв ставки ВГК - 4 резервная А
- на 01.11.1942 г. - Сталинградский фронт - фронтовое подчинение
- на 01.12.1942 г. - Сталинградский фронт - 51 А
- С 1.1.1943 по 01.04.1943 г. - Южный фронт - 2 гв. А

## Командный состав

### Командиры
- Кузнецов, Павел Ионович (10.07.1941 — 01.10.1941), полковник (ранен ?)
- Меркулов, Серафим Петрович (02.10.1941 — 29.07.1942), полковник (на должность вступил 05.10.1941)
- Афонин, Иван Михайлович (30.07.1942 — 07.02.1943), полковник
- Тымчик, Кирилл Яковлевич (08.02.1943 — 09.05.194), полковник, с 02.11.1944 генерал-майор

- 1049-й сп:
- Ермолин Василий Иванович (16.07.1941 — 00.09.1941), ранен (0?.9.1941 г.)
- Черепанов Павел Николаевич (27.12.1941 — 16.09.1942)
- Черепанов Павел Николаевич (10.01.1942 — 01.08.1942), по другим данным
- Репня Иван Фёдорович (17.09.1942 — 21.04.1943)

- 1051-й сп:
- Накаенок Михаил Лукич (16.07.1941 — 03.12.1941), погиб 03.12.1941
- Завьялов Константин Андреевич (по 23.09.1941), погиб 23.09.1941
- Степанов Иван Васильевич (с 10.01.1942) (?)
- Тымчик Кирилл Яковлевич (по 08.06.1942)
- Путято Константин Тимофеевич (с 28.02.1942) (?)

- 1053-й сп:
- Путято Константин Тимофеевич (28.02.1942 — 00.06.1942), умер от ран
- Шевкун Павел Моисеевич (03.10.1942 — 01.03.1943)

## Награжденные части дивизии
- 591-й отдельный сапёрный Краснознаменный[2]батальон.